# Кірстен Волл
Кірстен Волл (англ. Kirsten Wall; нар. 27 листопада 1975) — канадська керлінгістка. Чемпіонка зимових Олімпійських ігор 2014 року у команді з Кейтлін Лоз, Джилл Оффісер, Дон Мак-Юен, Дженніфер Джонс. У золотій олімпійській команді грала змінною.